# Kugelwelle

Zweidimensionale Darstellung einer Kugelwelle

Die Kugelwelle ist eine sich regelmäßig sowie gleichmäßig von einer Quelle in alle Raumrichtungen in streng konzentrischen Wellenfronten ausbreitende Welle (z. B.: Schallwelle, Lichtwelle). 
Solch eine kugelförmige Wellenfront entsteht nur unter der Annahme stark idealisierter Voraussetzungen, z. B.
- bei einem Kugelstrahler nullter Ordnung, also einer Atmenden Kugel, als Quelle
- bei Abstrahlung in ein homogenes isotropes Medium (hier am Beispiel von Schallwellen in Luft behandelt) und
- bei ungestörter Ausbreitung.

Ist der Ausgangsort einer Welle (Sender) als punktförmig anzusehen, so breitet sich die Welle in einem homogenen, isotropen Medium als Kugelwelle aus, d. h. die Flächen gleicher Phasen sind konzentrisch zum Sender gelegene Kugelflächen, die gleiche Abstände voneinander haben.
Charakteristisch für Kugelwellen ist, dass alle Feld- und Energiegrößen auf konzentrischen Schalen um den Erregungsmittelpunkt des Senders konstant sind, während diese bei ebenen Wellen in Ebenen konstant sind, die senkrecht zur Ausbreitungsrichtung der Wellenbewegung stehen. Mit wachsender Entfernung vom Sender werden die Kugelwellen ebenen Wellenfronten immer ähnlicher.
Analytisch lässt sich eine harmonische Kugelwelle darstellen als 
{\displaystyle u(r,t)=u_{0}{\frac {\exp \left[\mathrm {i} (\omega t-kr)\right]}{kr}}}
mit
- der Exponentialfunktion {\displaystyle \exp }
- der imaginären Einheit {\displaystyle i}
- der Kreisfrequenz {\displaystyle \omega }
- der Zeit {\displaystyle t}
  - dem Phasenwinkel {\displaystyle \varphi =\omega t}
- der Wellenzahl {\displaystyle k}
- dem Abstand {\displaystyle r}.

Die Energie einer Kugelwelle verteilt sich auf immer größere Flächen, d. h. die Energiedichte bzw. Leistungsdichte nimmt mit dem reziproken Abstandsquadrat 1/r2 ab. Dies wird auch als das quadratische Energie-Abstandsgesetz bezeichnet. Anders ausgedrückt: bei Verdopplung der Entfernung {\displaystyle r} zum Sender reduziert sich die Leistungsdichte durch die Vervierfachung der Kugelfläche auf ein Viertel des ursprünglichen Wertes.

## Akustische Kugelwelle (Schall)

### Schallenergiegrößen
Die Schallintensität {\displaystyle I} (d. h. die Flächenleistungsdichte des Schalls) nimmt als Schallenergiegröße proportional mit dem Quadrat der Entfernung vom Sender ab:
{\displaystyle I={\frac {P_{\mathrm {ak} }}{A}}\sim {\frac {1}{r^{2}}}\quad \mathrm {bzw.} \quad I\sim {\frac {I_{0}}{r^{2}}}}
d. h. ihr Größenwert viertelt sich je Entfernungsverdopplung:
{\displaystyle \Leftrightarrow {\frac {I_{2}}{I_{1}}}=\left({\frac {r_{1}}{r_{2}}}\right)^{2}}
Dies liegt daran, dass die von der Schallquelle insgesamt emittierte Schallleistung {\displaystyle P_{\mathrm {ak} }} im theoretischen Modell auf den Hüllflächen um die Kugelschallquelle konstant bleibt, d. h., dass sie von der Senderentfernung unabhängig ist:
{\displaystyle P_{\mathrm {ak} }={\text{const}}.\neq f(r)}
während sie sich ständig vergrößernde Kugelflächen {\displaystyle A} durchsetzt, die mit dem Abstandsquadrat ansteigen:
{\displaystyle A=4\cdot \pi \cdot r^{2}}
Die o. g. Abnahme der Schallintensität und ebenso des Schalldruckpegels auf ein Viertel kann jeweils als Abnahme um 6 dB ausgedrückt werden.

### Schallfeldgrößen
Ähnlich wie bei elektromagnetischen Kugelwellen unterscheidet man auch bei Schall-Kugelwellen zwischen
- einem Nahfeld {\displaystyle \left(r<2\cdot \lambda \right)}
- einem Fernfeld                                   {\displaystyle \left(r>2\cdot \lambda \right)}

mit
- {\displaystyle r} der Entfernung vom Messpunkt zum Sender
- {\displaystyle \lambda } der Wellenlänge.

#### Fernfeld
Die Schallfeldgrößen Schall(wechsel)druck p, Schallschnelle v und Schallauslenkung ξ nehmen im Fernfeld mit {\displaystyle {\tfrac {1}{r}}} ab, d. h. ihre Größenwerte halbieren sich je Entfernungsverdopplung:
{\displaystyle p\sim {\frac {1}{r}}\quad \Leftrightarrow \quad {\frac {p_{2}}{p_{1}}}={\frac {r_{1}}{r_{2}}}}
{\displaystyle v\sim {\frac {1}{r}}\quad \Leftrightarrow \quad {\frac {v_{2}}{v_{1}}}={\frac {r_{1}}{r_{2}}}}
{\displaystyle \xi \sim {\frac {1}{r}}\quad \Leftrightarrow \quad {\frac {\xi _{2}}{\xi _{1}}}={\frac {r_{1}}{r_{2}}}}
(Die Schallschnelle v stellt lediglich die Wechselgeschwindigkeit der Teilchen dar. Sie ist nicht zu verwechseln mit der Schallgeschwindigkeit c, mit der sich die Schallenergie ausbreitet.)

#### Nahfeld
Im Nahfeld nehmen die Schallschnelle und die Schallauslenkung mit {\displaystyle {\frac {1}{r^{2}}}} ab, der Schalldruck dagegen mit {\displaystyle {\frac {1}{r}}}.
Der 1/r2-Abfall der Schnelle im Nahfeld einer Kugelschallwelle wird im Wesentlichen durch die Blindschnelle 'v verursacht, die neben dem Wirkanteil –v auftritt. Bei der Schallabstrahlung im Nahfeld tritt nämlich neben der eigentlichen (Wirk-)Schallenergie auch eine Blindenergie-Komponente auf, die durch die mitschwingende Mediummasse zustande kommt. Darunter versteht man diejenige Luftmasse, die in unmittelbarer Nähe der Schallquelle "wattlos" hin- und hergeschoben wird, ohne dabei komprimiert zu werden. Infolge dieser nicht zu vernachlässigenden Massewirkung der mitschwingenden Luft tritt zwischen Schallschnelle und Schalldruck eine Phasenverschiebung auf, die für die Größe der Blindenergie kennzeichnend ist (siehe hierzu den Weblink).
Im ebenen Schallfeld besteht die Schnelle nur aus ihrem Wirkanteil, dort gibt es keinen Blindanteil.